# О чём весь город говорит
«О чём весь город говорит» (англ. The Whole Town's Talking) — роман американской писательницы Фэнни Флэгг, впервые опубликованный в 2016 году издательством Random House New York.

## Сюжет
Действие романа происходит в вымышленном городке Элмвуд-Спрингс. Повествование начинается в 1889 году с истории шведского переселенца Лордора Нордстрема и его возлюбленной по переписке Катрины. Мистер Нордстрем является основателем города.
Как и в любом поселении, у Элмвуд-Спрингс есть свое кладбище — «Тихие луга»: жители города рождаются, живут, потом умирают и попадают сюда. Из разговоров душ, обитающих на погосте, постепенно вырисовывается биография города и его обитателей.
Роман охватывает период времени с 1889 года до 2021 года.

## Персонажи
Семья Нордстрем
- Лордор Нордстрем — шведский переселенец, основатель Элмвуд-Спрингс. Первым похоронен на «Тихих лугах» в 1911 году
- Катрина Олсен — возлюбленная Лордора, будущая миссис Нордстрем. Похоронена на «Тихих лугах» в 1916 году
- Ингрид Нордстрем — дочь Лордора и Катрины
- Тед Нордстрем — сын Лордора и Катрины, стал мэром Элмвуд-Спрингс после своего отца, скончался в 1963 году
- Джин Нордстрем — сын Теда Нордстрема, похоронен в 1945 году
- Мэрион — невеста Джина Нордстрема
- Дена Нордстрем — дочь Джина и Мэрион (Подробнее о Дене можно прочесть в романе «Добро пожаловать в мир, Малышка»)
- Рей Уоллес — муж Ингрид Нордстрем, ветеринарный врач

Семья Свенсен
- Берди и Ларс Свенсен — соседи мистера Нордстема, приютившие Катрину после приезда в Америку. Берди похоронена в 1919 году, Ларс в 1921.
- Андер Свенсен — сын Берди и Ларса, владелец сыроварни «Сладкий клевер»
- Ханна Мари — дочь Беатрис и Андера Свенсенов, глухонемая, вышла замуж за афериста, который очень плохо к ней относился, скончалась в 2012 году

Семья Нотт
- Генри и Нэнси Нотт — соседи мистера Нордстема. Похоронены в 1918 году
- Элнер Нотт — дочь Генри и Нэнси (Элнер является главной героиней романа «Рай где-то рядом»), скончалась в 2006 году
- Герта Нотт — дочь Генри и Нэнси
- Ида Нотт — дочь Генри и Нэнси, ведущая рубрики «О чём весь город говорит» в местной газете «Курьер Элмвуд-Спрингс», скончалась в 1971 году
- Уилл Шимфизл — муж Элнер Нотт
- Герберт Дженкинс — муж Иды Нотт, сын банкира
- Норма Дженкинс — дочь Иды и Герберта (подробнее о Норме можно прочесть в романе «Рай где-то рядом»)
- Мэкки Уоррен — муж Нормы Джекинс, скончался в 2016 году. Был последним человеком, похороненным на «Тихих лугах»
- Линда Уоррен — дочь Нормы и Мэкки

Семья Олсен
- Бригитта и Олаф Олсен — сестра и брат Катрины Олсен, переехали в город в 1902 году. Олаф отправился на «Тихие луга» в 1952 году
- Беатрис Олсен — дочь Бригитты, жена Андера Свенсена

Соседи и жители города
- Люсиль Бимер — учительница, переехала в город в 1901 году, похоронена в 1932 году
- Густав Тихлдом — ученик мисс Бимер, влюбленный в неё, похоронен в 1956 году
- Роберт Смит — фармацевт, переехал в 1903 году
- Мистер Гуднайт — телеграфист
- Хейзел Гуднайт — жена мистера Гуднайта, скончалась в 1975 году
- Ада Гуднайт — дочь Хейзел, скончалась в 1998 году
- Мистер Чапмэн — на «Тихих лугах» с 1854 года
- Кутер Колверт — издатель газеты «Курьер Элмвуд-Спрингс», переехал на «Тихие луга» в 1966 году
- Кэти Колверт — журналистка, дочь Кутера
- Мерл и Вербена Уилер — владельцы химчистки «Голубая лента» (этих героев так же можно встретить в романе «Рай где-то рядом»), скончались в 2006 году
- Тотт Вутен — парикмахерша, переехала на «Тихие луга» в 2008 году
- Джеймс Вутен — маляр, муж Тотт Вутен
- Руби Роббинсон — соседка Элнер Шимфизл, переехала на «Тихие луга» в 2008 году
- Лютер Григз — хулиган, живший в доме Элнер Шимфизл, скончался в 2011 году

## Критика
«Ее (Фэнни Флэгг) персонажи интересны. Её предложения читаются легко. Её истории разворачиваются в Америке, в которой злодеи разбиты, а хорошие люди живут красивой жизнью. И „Город“ не исключение», говорится в рецензии New York Journal of books. «В этом романе — широкий, кинематографический подход, который к концу книги может показаться почти дезориентирующим, поскольку имена, годы и отношения накапливаются. Но мягкое повествование Флэгг делает роман легким и комфортным чтением, которое заставит читателя задуматься о жизни, любви и потере», пишет StarTribune.